# 眾道

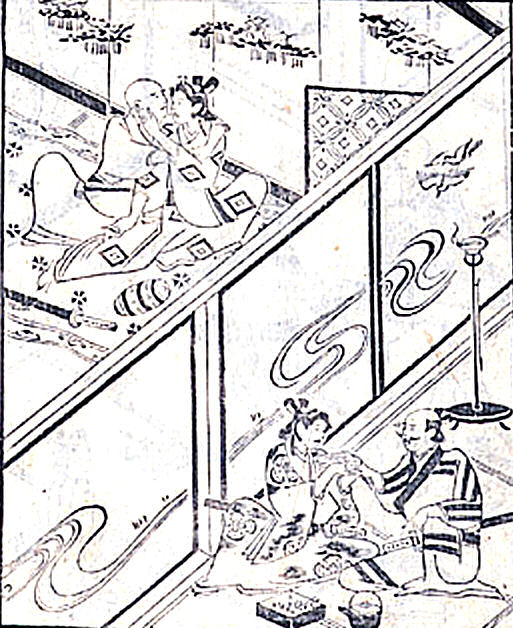
《眾道物語》1661年作品

眾道是日本男同性戀關係或武士關係的一部份。“眾道”一詞是“若眾道”（わかしゅどう）的縮寫，別名“若道”（じゃくどう）或“若色”（じゃくしょく）。
眾道這種關係是在江戶時代進入到武士社會。

## 概況
在日本，男同性戀關係最早是在平安時代的貴族之間和僧侶之間盛行。而到了日本中世的室町时代，武士階層也開始流行起男同性戀關係。 有趣的是，武士之間的男同性戀關係漸漸與其“主從關係”的價值觀結合起來。「眾道」這個詞語何時被確立下來並不可考，但是承應二年（1653年）江戶幕府頒佈了《市廛商估并文武市籍寄名者令條（遊女并隠賣女）》中，日本幕府第一次在法令上對“眾道”這個身分進行了確認。 而在江戶時代之前，這種武士之間的關係還僅僅是用“男色”稱呼。
1716年成書的《葉隱》對武士道之中的男同性戀關係進行了闡釋，“一生之中只有一人值得相互思念”，“始亂終棄簡直大逆不道”，“先相知五年再確定是否值得相戀”。然後，如果對方風流成性不值得信任的話，或是沒有共同價值目的的兩人應該果斷分手。勉強下去只會讓兩人紛爭不休，“一刀兩斷”方是上策。在《葉隱》中，眾道關係應該是值得自己為對方付出性命的。

## 萌芽時期
武士之間流行的男同性關係和之前在貴族社會流行的美少年癖好是不同的，由於女性禁止進入戰場，因此武將需要其他男性服侍，而這些人一般年輕貌美被稱為“小姓”。這便是武士階層里男同性戀關係的開始。不過在很多時候，「小姓」有時候會取代「女性」被當作滿足性需求的替代。
根據岩田準一所編寫的《本朝男色考 男色文献書志》指出，武士階層的男同性戀關係早在戰國時代就存在了，而日本的貴族政治向武士政治轉變的時期也在同時期的鎌倉時代。岩田表示，“原本屬於僧侶之間的這種男同性戀關係在武士看來是一種奇觀”。
白倉敬彦在其著作《江戸的男色》中認為，將軍的小姓制度是在室町時代得以確認。能樂的創始人世阿弥就是足利義滿的孌童之一，將軍的寵愛使他得到庇護，而他奉獻出他的男色就是回報之一。
氏家幹人在他的書《武士道とエロス》甚至還提到了“男色與戰術的關係”。在《新編会津風土記》第74卷“土人ノ口碑”中提到，文明十一年（1479年），蘆名氏利用男色收集情報，一舉在高田城戰役中獲勝。同時男色也被認為是武士出人頭地的策略之一，或是有加強軍隊團結的作用。

## 興盛時期及衰落

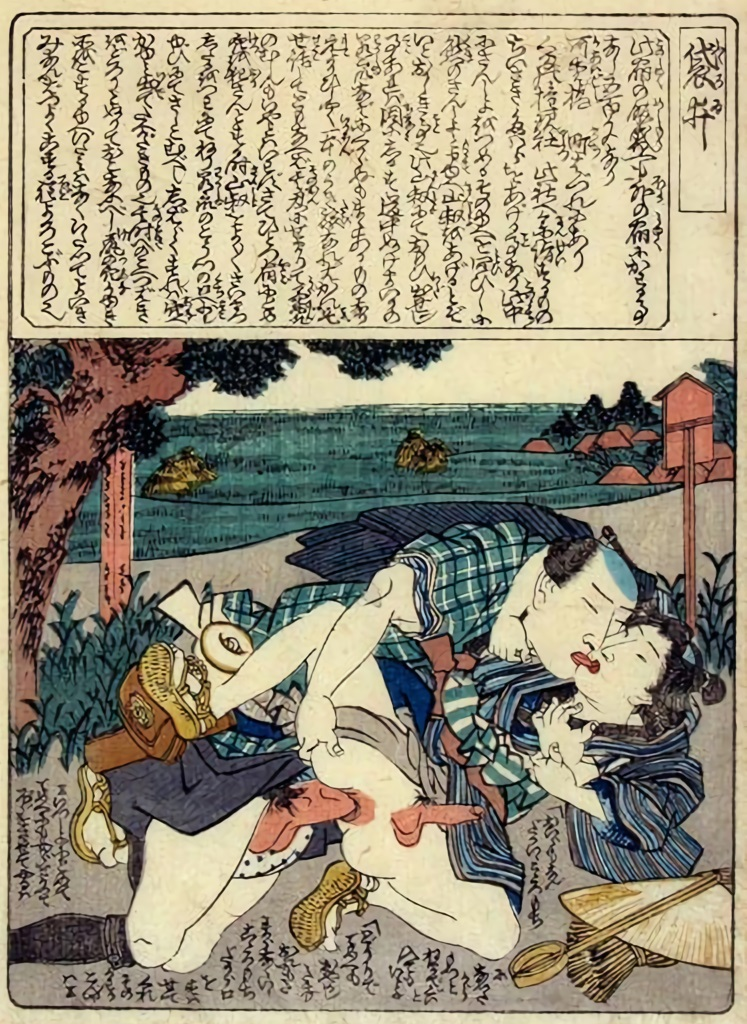
袋井宿所繪製的春宮画（1840年代）

到了江戶時代，隨著日本的政治和社會逐步安定下來，男色的作用幾乎全部喪失了。根據描寫戰國時代末期（大約安土桃山時代）到平安時代中期男色關係的《葉隱》指出，男色即便到了江戶時代依舊是流行的，只不過從前君臣一般的上下關係沒有了，卻而代之的則是念者（年長者）與若眾（年少者）這樣的關係。“念者”会为“若众”提供武士道方面的成长指导，换取若众的色情服务。根据《叶隐》记载，念者与若众之间当是一对一的关系，然而这并不妨碍两者自行寻找女色。若众成年后，关系即告停止，两者之后也可自行寻找新的若众。當然，若眾必然是年輕清秀的美少年。 而此前提到了屬於武士之間的曖昧關係“眾道”正式在江戶時代開始流行起來。
但是在江戶時代早期，日本諸藩對家臣之間的眾道關係的嚴控是一浪高過一浪。特別是姬路藩藩主池田光政（1609年-1682年）更是嚴禁家中有任何眾道關係，違反者將被永久的驅逐。 到了江戶時代中期，隨著對君主的忠誠度要遠遠重要於眾道關係后，同時伴隨著爭奪美少年的各種爭風吃醋的爭鬥事件，導致眾道關係被視為是影響社會安定的一個重要因素。安永四年（1775年），米澤藩的藩主上杉治憲頒佈了針對眾道關係更為嚴格的法令，宣佈可以對眾道關係採取死刑。到了幕府時代末期，包括薩摩藩等在內的一度盛行眾道關係的藩也開始對眾道關係進行取締。

## 相關用語
- 念此——訂立男同性戀關係的誓言。
- 念者——眾道關係中的年長者。
- 若眾——眾道關係中的年少者。

## 相關文獻
- 《武士道與性愛（武士道とエロス）》：氏家幹人（日语：氏家幹人）著；講談社出版。
- 《江戶時代的男色（江戸の男色）》：白倉敬彦（日语：白倉敬彦）著。